# Alberto Valín Fernández
Alberto Valín Fernández (Lugo, 12 de diciembre de 1953) es un historiador español.  

## Biografía
Nació en la ciudad de Lugo el 12 de diciembre de 1953, residiendo, desde los once años en La Coruña. Se licenció en la Facultad de Geografía e Historia de la Universidad de Santiago de Compostela, pasando poco después a depender, académicamente, de la Universidad de Zaragoza, donde llevó a cabo las correspondientes defensas de sus tesis de licenciatura y tesis doctoral, obteniendo en estos dos trabajos de investigación la máxima puntuación "cum laude", publicándolas, más tarde, íntegramente. 
Es autor de numerosos libros de índole diversa: planificación sanitaria, historia social y de las ideas, politología e historia de la educación. Su currículum posee también una numerosa cantidad de ponencias presentadas a congresos internacionales y nacionales, capítulos de libros y numerosos artículos en revistas especializadas tanto nacionales como extranjeras, así como también en periódicos diarios.
Desde 1991 es profesor en la Facultad de Historia de la Universidad de Vigo (España). Colaboró como profesor y codirector de investigaciones, entre 1995 y 2018, en la Universidad del Franco Condado - Besanzón (Francia).
Como poeta, diseñador gráfico y fotógrafo ha utilizado y utiliza los siguientes pseudónimos: Valaberto, Vincenzo Fontanarossa y Xan da Ponte.

## Obras
Algunas de sus obras son:
- La Masonería y La Coruña. Introducción a la historia de la masonería gallega. Vigo (Pontevedra), Edicións Xerais de Galicia, 1984. 336 págs.
- Galicia y la masonería en el siglo XIX. Sada (A Coruña), Ediciós do Castro, 1990 (1ª ed.). 676 págs.; 1991 (2ª ed.). 678 págs.
- Laicismo, educación y represión en la España del siglo XX. (Ourense, 1909-1936/39). Sada (A Coruña), 1993. 324 págs.
- Masonería y revolución. Del mito literario a la realidad histórica. Santa Cruz de Tenerife, Ediciones Idea (1ª y 2ª edición, tanto en soporte papel como en soporte digital), 2008. 316 págs. Marston Gate, (Inglaterra, Gran Bretaña), Amazon.co.uk,Ltd., 2013 (3ª edición, tanto en soporte papel como en soporte digital). 320 págs.
- La sociabilidad en la historia contemporánea. Reflexiones teóricas y ejercicios de análisis. (Alberto Valín, director). Ourense, Duen de Bux, 2001.
- Dossier: Los estudios sobre la historia de la masonería hoy. (Alberto Valín, coordinador). Stvdia Historica. Historia Contemporánea. Vol. 23. 2005. Salamanca. Ediciones Universidad de Salamanca, 2006.
- Masonería y conspiración liberal en España. A Coruña, un ejemplo primordial y paradigmático, Oviedo (Asturias). Editorial MASONICA (Masonica.es), 2024. 492 págs.
- Galicia y la masonería en el siglo XIX. Conspiración liberal, laicismo, galleguismo regionalista y protofeminismo, Ribadeo (Lugo), EOditorial Publicaciones, 2024. 606 págs.
- Masonería, política y laicismo en la España del siglo XX. El arquetípico ejemplo ourensano. Santa Cruz de Tenerife, Ediciones Idea, 2024. 426 págs.

Fue también comisario de varias exposiciones, entre ellas cabe destacar la que tuvo lugar en el Kiosco Alfonso de La Coruña durante el verano de 1996, titulada Masonería Universal. Una forma de sociabilidad. “Familia galega” (1814-1996), con su correspondiente catálogo y que, reformada, se mostró también en Vigo (Pontevedra), Cádiz, etc.